# Gerrit Komrij

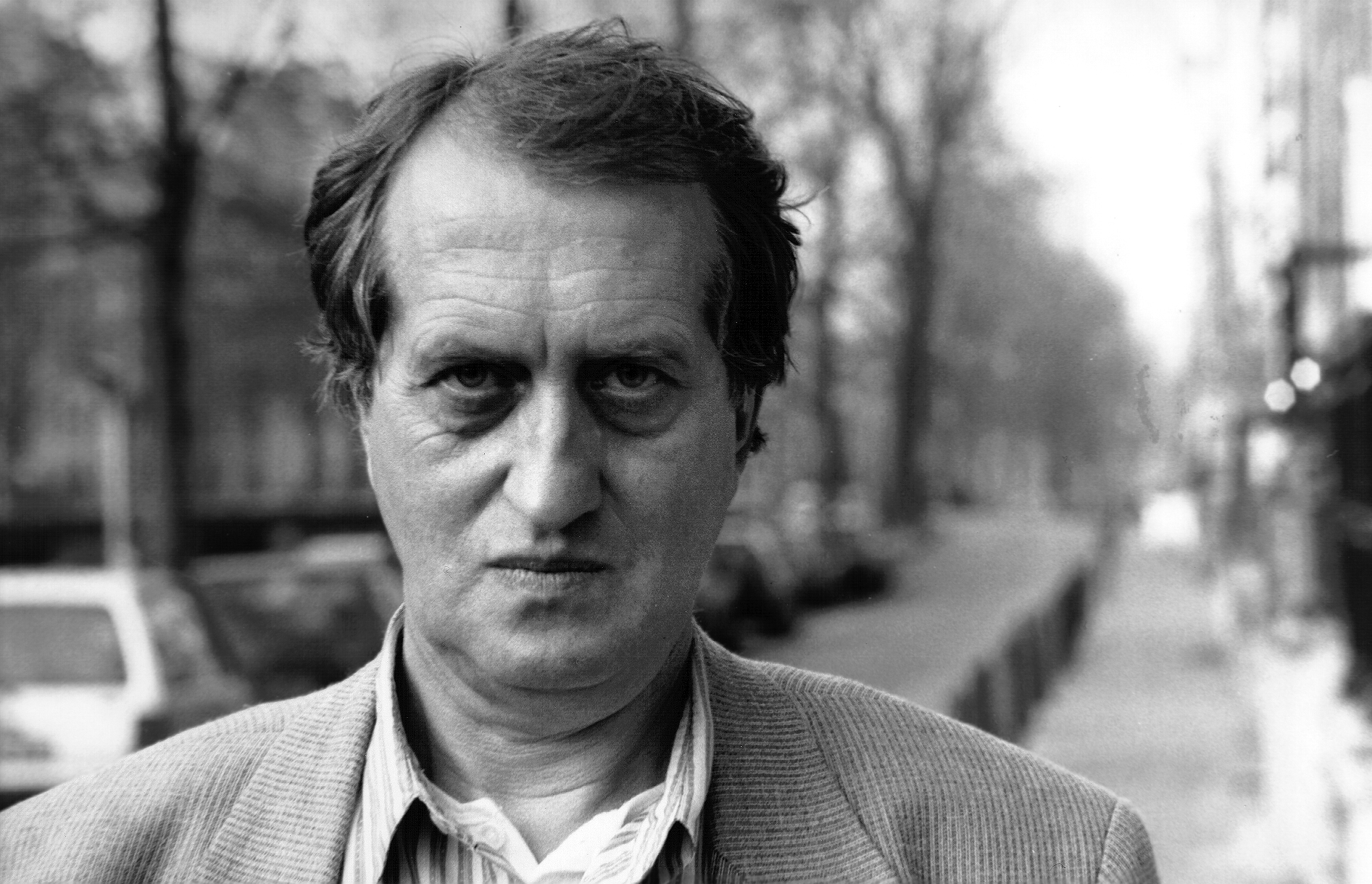
Gerrit Komrij (1994)

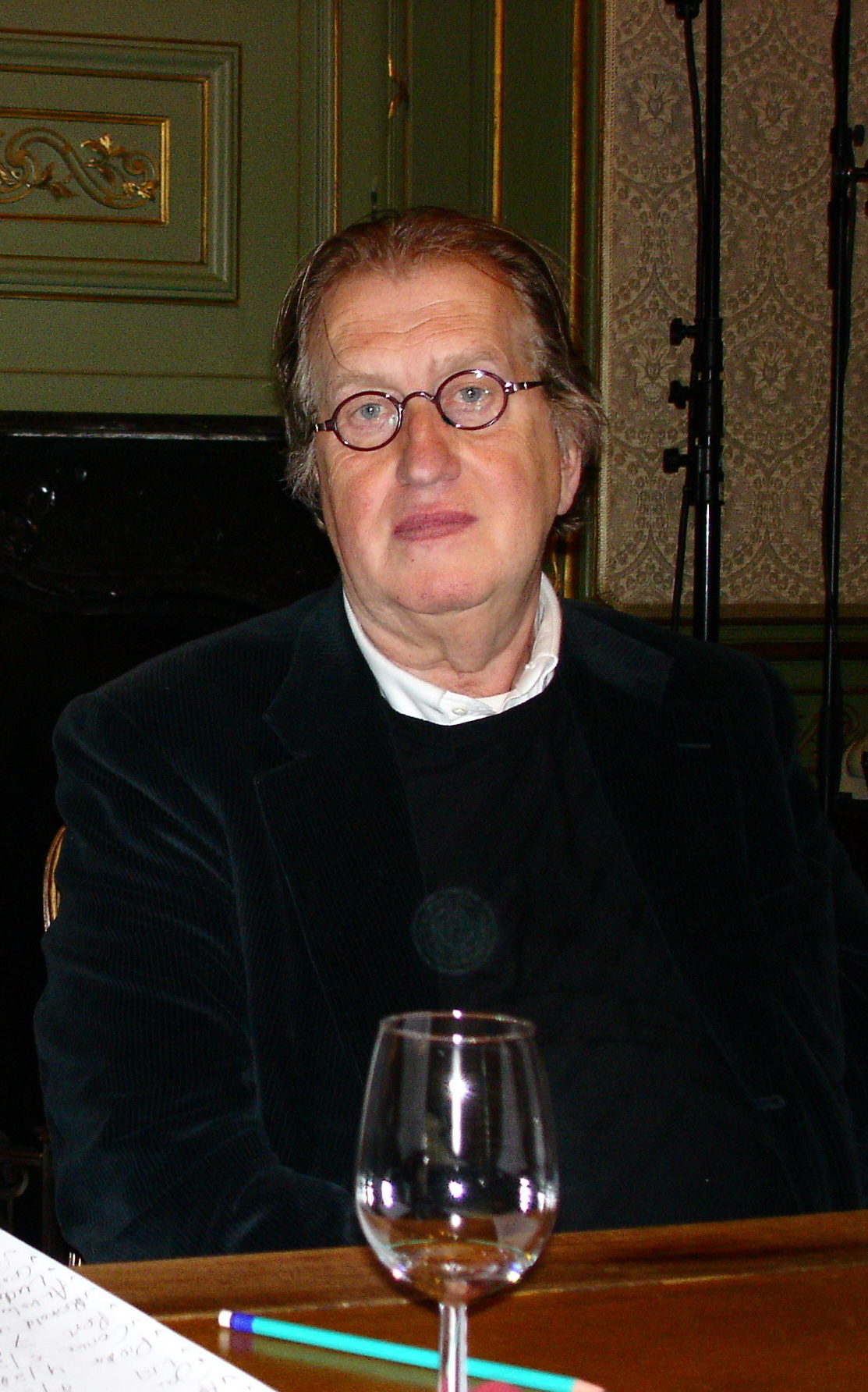
Gerrit Komrij (12. Dezember 2009)

Gerrit Komrij (* 30. März 1944 in Winterswijk; † 5. Juli 2012 in Amsterdam) war ein niederländischer Schriftsteller, Dichter und Übersetzer, Kritiker, Polemiker, Kolumnist und Dramatiker. Zwischen 2000 und 2004 war er Dichter des Vaderlands, also Nationalpoet der Niederlande.

## Leben
Komrij wurde 1944 in der Iepenstraat in der ostniederländischen Kleinstadt Winterswijk geboren. Laut persönlichen Angaben kam er in jenem Hühnerstall zur Welt, wo seine Eltern vor Luftangriffen Schutz gesucht hatten.
Schon früh begann er zu schreiben. Sein Erstlingswerk war der Gedichtband Maagdenburgse halve bollen en andere gedichten von 1968. 1979 veröffentlichte er erstmals die Lyrik-Anthologie De Nederlandse poëzie van de 19de en 20ste eeuw in 1000 en enige gedichten (dt. Die niederländische Poesie des 19. und 20. Jahrhunderts in 1000 und einigen Gedichten). 2004, ein Vierteljahrhundert später, wurde dieses Werk als Bibel der niederländischen Dichtkunst betrachtet.
1984 wanderte Komrij nach Portugal aus, zunächst nach Alvites in die Berge von Alto Trás-os-Montes in Nordportugal. 1988 zog er in seinen letzten Wohnort Vila Pouca da Beira im Distrikt Coimbra um. Gerrit Komrij erhielt mehrere literarische Preise. Er publizierte über 40 Bücher und zählt zu den produktivsten und wichtigsten niederländischen Schriftstellern seiner Zeit. Er wurde u. a. mit dem P.C. Hooft-prijs ausgezeichnet.
Gerrit Komrij starb im Juli 2012 im Krankenhaus Onze Lieve Vrouwe Gasthuis in Amsterdam.

## Werke

### Romane (alle autobiografisch)
- 1980 – Verwoest Arcadië
- 1990 – Over de bergen
- 1993 – Dubbelster
- 2001 – De klopgeest
- 2004 – Hercules
- 2012 – De loopjongen

### Erzählungen und Novellen
- 1991 – Met het bloed dat drukinkt heet Erzählsammlung
- 1996 – Een zakenlunch in Sintra en andere Portugese verhalen
- 2003 – Een zakenlunch in Sintra Erzählungen
- 2003 – Demonen autobiografische Erzählungen
- 2004 – Wagner en ik

### Gedichte

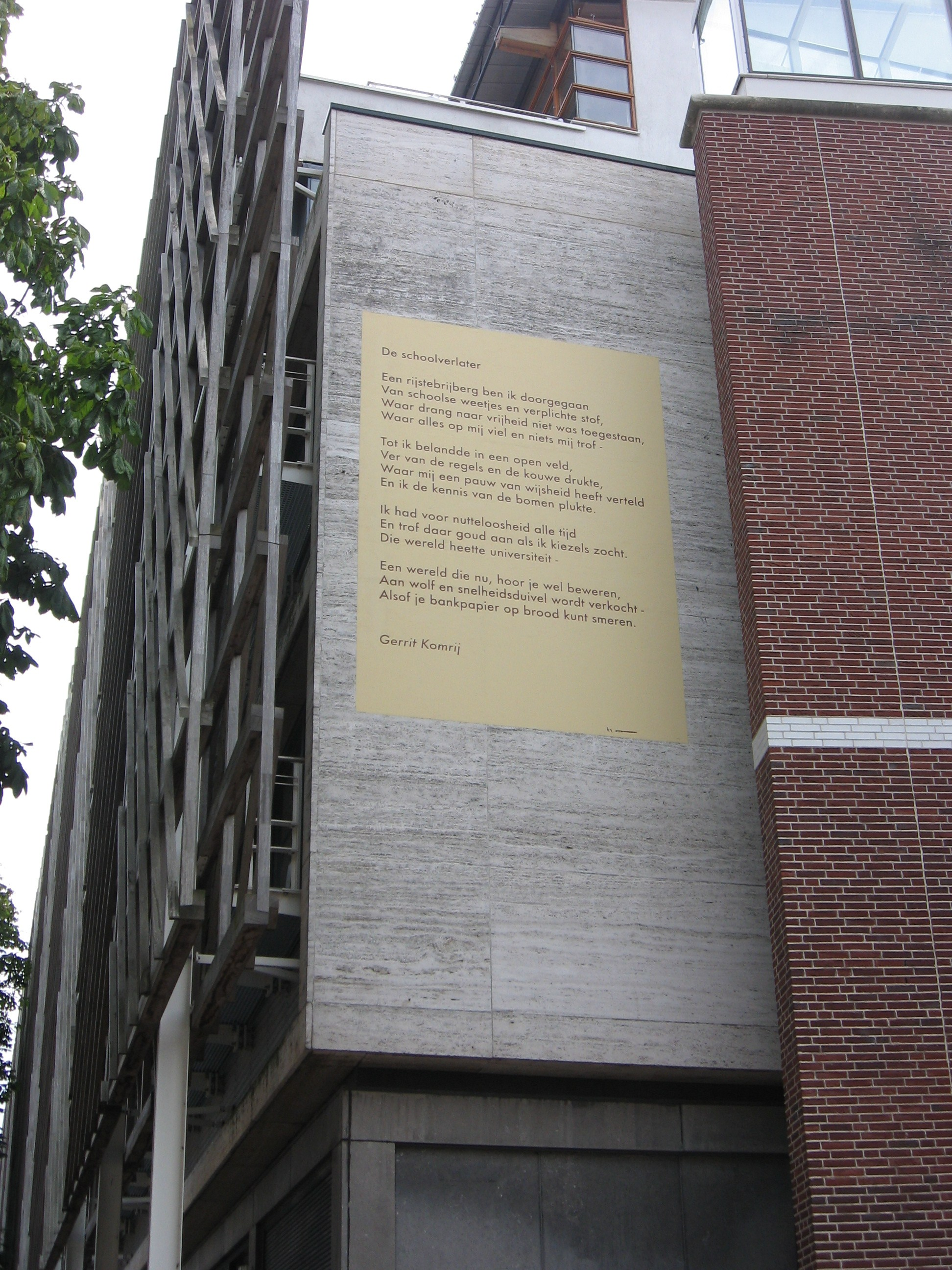
Gedicht De schoolverlater (Der Schulabgänger) von Gerrit Komrij an der Universität Leiden, 1990

- 1968 – Maagdenburgse halve bollen en andere gedichten (Debüt)
- 1969 – Alle vlees is als gras, of Het knekelhuis op de dodenakker
- 1971 – Ik heb goddank twee goede longen
- 1972 – Tutti-frutti
- 1974 – Komrij's patentwekker
- 1975 – De wonderbaarlijke lotgevallen van Jubal Jubelslee, getekend door Rodolphe Töpffer, op rijm gezet door G. Komrij
- 1975 – Fabeldieren
- 1977 – De Verschrikking gedichten
- 1978 – Capriccio
- 1978 – Sing Sing
- 1978 – De ontmoeting
- 1978 – Dood aan de grutters
- 1979 – Het schip De Wanhoop
- 1980 – De bibliofiel
- 1980 – Peper en zout
- 1980 – De zonderlinge avonturen van Primus Prikkebeen, mit den ursprünglichen Zeichnungen von Rodolphe Töpffer und gereimt durch Gerrit Komrij; mit einem Nachwort von Dirkje Kuik
- 1981 – Onherstelbaar verbeterd
- 1981 – Het kroost van Aagt Morsebel
- 1982 – De os op de klokkentoren gedichten
- 1982 – Praag
- 1982 – Gesloten circuit
- 1982 – Het chemisch huwelijk
- 1982 – Aan een droom vol weelde ontstegen
- 1983 – De paleizen van het geheugen
- 1983 – De muze in het kolenhok
- 1983 – Dit helse moeras
- 1984 – Alles onecht, eigen keuze uit het gehele poëtisch oeuvre
- 1985 – De gelukkige schizo
- 1986 – Verzonken boeken
- 1988 – Lof der simpelheid
- 1992 – De pagode
- 1995 – De buitenkant. Een abecedarium (Privé-Domein)
- 2002 – Metamorfose gedichten
- 2005 – Spaans benauwd gedichten
- 2005 – Fata morgana gedichten
- 2007 – Luchtdicht verpakt (gedichten, i.s.m. Bart Verheyen)
- 2008 – Ballade van de boekenjager gedichten
- 2008 – Vila Pouca. Kroniek van een dorp
- 2009 – Dansen op spijkers gedichten op muziek (in Zusammenarbeit mit Louis Gauthier)
- 2012 – Boemerang en Andere Gedichten
- 2012 – Alles Blijft uitgave in de Matchboox-serie (in Zusammenarbeit mit Louis Gauthier)
- 2012 – Halfgod verzamelaar. Een boek over boeken
- 2013 – Twee punt nul
- 2013 – Boemerang (letztes Werk)

### Gedichtssammlungen
- 1979 – De Nederlandse poëzie van de 19de en 20ste eeuw in 1000 en enige gedichten
- 1986 – De Nederlandse poëzie van de 17de en 18de eeuw in 1000 en enige gedichten
- 1998 – In Liefde Bloeyende. De Nederlandse poëzie van de twaalfde tot en met de twintigste eeuw in 100 en enige gedichten, poëzie en commentaren
- 1999 – De Afrikaanse poëzie in 1000 en enige gedichten
- 2000 – 52 Sonnetten bij het verglijden van de eeuw Gedichte
- 2001 – Trou Moet Blycken of opnieuw In Liefde Bloeyende. De Nederlandse poëzie van de twaalfde tot en met de eenentwintigste eeuw in 100 en enige gedichten
- 2001 – Luchtspiegelingen. Gedichten, voornamelijk elegisch
- 2001 – Hutten en paleizen. De mooiste gedichten
- 2003 – Lang leve de dood. Een bloemlezing in honderd-en-enige gedichten
- 2004 – Alle gedichten tot gisteren
- 2005 – Kost en inwoning. De Nederlandse poëzie in enige nagekomen gedichten
- 2007 – De Nederlandse kinderpoëzie in 1000 en enige gedichten

### Polemiken, Kritiken, Essays, Betrachtungen
- 1973 – Op de planken. Episodes uit het leven van de tragédienne Zizi Maëlstrom en de toneelkunstenaar Sacha Culpepper (Burleske)
- 1974 – Daar is het gat van de deur
- 1977 – Horen, zien en zwijgen. Vreugdetranen over de treurbuis. (TV-Kritiken)
- 1977 – In het zwarte woud, in: Drie mannetjesputters van De Arbeiderspers bij Scheltema Holkema Vermeulen
- 1978 – Heremijntijd. Exercities en ketelmuziek (Essayband)
- 1978 – Papieren tijgers (Essayband)
- 1979 – De stankbel van de Nieuwezijds (gegen Scientology)
- 1980 – Averechts (Essayband)
- 1983 – Het boze oog (Essayband)
- 1989 – Humeuren en temperamenten (Essayband)
- 1997 – Niet te geloven Essay zum Anlass der Bücherwoche Boekenweek
- 1997 – Pek en zwavel, polemieken en essays, een keuze (Pech und Schwefel, Polemiken und Essays, eine Auswahl)
- 1999 – Erg! Iets over de nieuwste literatuur. (unter dem Pseudonym Patrick Demompere)
- 2001 – Vrouwen van Nederland (Betrachtungen)
- 2001 – Vreemd pakhuis (Betrachtungen)
- 2002 – Inkt. Kapitale stukken (Betrachtungen)
- 2005 – Gouden woorden (Kritiken)
- 2006 – Kakafonie, encyclopedie van de stront (Sammelband)
- 2010 – Morgen heten we allemaal Ali (Essayband)
- 2011 – Kunstwonderen (Essayband)

### Hörspiele und Libretti
- 1976 – Prometheus geboeid (AVRO)
- 1979 – De dood geneest van alle kwalen (VPRO)
- 1986 – De trouwe vriend (KRO, Erzählung von Oscar Wilde's Spruch The Devoted Friend)
- 1989 – Symposion, Libretto für eine Oper von Komponist Peter Schat.
- 1997 – Niet te geloven (VPRO)
- 2001 – Melodias Estranhas (Strange Melodies, Libretto für Oper anläßlich der kulturellen Hauptstädte Rotterdam und Porto, Musik António Chagas Rosa über Erasmus und Damiano de Góis)

### Lesungen und Reden
- 1999 – De tranen der ecclesia's Lesung anlässlich der Inauguration des Willem-Frederik-Hermans-Instituts
- 2000 – Poëzie is geluk Rede

### Tagebuch
- 2005 – Eendagsvliegen Tagebuchfragmente

## Auszeichnungen
- 1970: Poëzieprijs van de gemeente Amsterdam für Alle vlees is als gras, of Het knekelhuis op de dodenakker
- 1975: Cestoda-prijs
- 1979: Busken-Huet-Preis für Papieren tijgers
- 1982: Herman Gorterprijs für De Os op de klokketoren
- 1993: P.C. Hooft-prijs für die betrachtende Prosa
- 1987: Boekenweekessay (CPNB)
- 1999 Gouden Uil für In liefde Bloeyende
- 2000–2004: Dichter des Vaderlands – Nationalpoet der Niederlande
- 2011: Doktor honoris causa – Ehrendoktor der Universität Leiden